# Радонич, Миодраг
Миодраг Радонич (серб. Миодраг Радоњић; родился 3 мая 1989, Белград, Югославия) — сербский актёр телевидения, кино и театра; продюсер.

## Биография
Родился в Белграде. Рос вместе с братом, семья жила в предместье Белграда — районе Конярник. Любительски начал заниматься актёрским мастерством с 8-го класса основной школы. До 19 лет активно занимался дзюдо, был чемпионом Сербии в этом виде спорта.
В 2007 году поступил на Факультет драматического искусства в Белграде; окончил его в 2015 году (кафедра актёрского мастерства, класс профессора Драгана Петровича). Первые роли в театре сыграл ещё во время учебы, в кино дебютировал в 2010 году в комедии «Новый шанс» (Нова шанса).
Получил широкую популярность после съёмок в фильме «Южный ветер» (Јужни ветар, 2018). Впоследствии снялся в одноименном сериале. Из наиболее значимых его работ критики также выделяют роль Зорана Янкетича в сериале «Убийцы моего отца» (Убице мог оца) и роли в фильмах «Балканский рубеж» и «Отель «Белград»».
Вместе со своим коллегой Милошем Биковичем в 2016 году основал продюсерскую компанию Archangel Studios.

## Работы

### Кино
| Год                    | Русское название                         | Оригинальное название                 | Роль                        | Примечания       |
| ---------------------- | ---------------------------------------- | ------------------------------------- | --------------------------- | ---------------- |
| 2010                   | Новый шанс                               | Нова шанса                            |                             |                  |
| 2010                   | Между явью и сном                        | Међу јавом и међ сном                 | Лаза Костич                 | короткометражный |
| 2011                   | Запах дождя на Балканах                  | Мирис кише на Балкану                 | Коллега Душана              | телесериал       |
| 2011                   | Октябрь                                  | Октобар                               | Бритва                      |                  |
| 2011                   | Непобедимое сердце                       | Непобедиво срце                       | Света                       | телесериал       |
| 2011                   | Пой, брат!                               | Певај, брате!                         | Муня                        | телесериал       |
| 2011                   | Байки из могилы                          | Приче из гроба                        |                             | короткометражный |
| 2012                   | Военная академия                         | Војна академија                       | Начальник кирпичного завода | телесериал       |
| 2014                   | Запасный выход                           | Излаз у случају опасности             | Попович                     | короткометражный |
| 2015                   | Принц Марко — фантастическое приключение | Марко Краљевић — Фантастична авантура | Муса Разбойник              |                  |
| 2015                   | Мы будем чемпионами мира                 | Бићемо прваци света                   | Трайко Райкович             |                  |
| 2015                   | Игра во тьме                             | Игра у тами                           | Луиджи                      |                  |
| 2015—2016              | Сапоги                                   | Чизмаши                               | Стевица Тодорович           | телесериал       |
| 2016                   | Чемпионы мира                            | Прваци света                          | Трайко Райкович             | телесериал       |
| 2016 — настоящее время | Убийцы моего отца                        | Убице мог оца                         | Зоран Янкетич               | телесериал       |
| 2017                   | Рождественское восстание                 | Божићни устанак                       | Данило Божов                | телесериал       |
| 2017                   | Моя дочь пропала                         | Моја кћерка недостаје                 | Драган                      |                  |
| 2018                   | Южный ветер                              | Јужни ветар                           | Бача                        |                  |
| 2019                   | Балканский рубеж                         |                                       | Амир                        |                  |
| 2019                   | Отель «Белград»                          |                                       | Сречко                      |                  |
| 2020 — настоящее время | Южный ветер                              | Јужни ветар                           | Бача                        | телесериал       |
| 2020                   |                                          | Caprio                                | Отец                        |                  |
| 2020                   | Дело семьи Бошкович                      | Случај породице Бошковић              | Живорад                     | телесериал       |
| 2020                   | Дрим тим                                 | Дрим тим                              |                             | телесериал       |
| 2021                   | Южный ветер 2: Ускорение                 | Јужни ветар 2: Убрзање                | Бача                        |                  |
| 2022                   | Комедия на трёх этажах                   | Комедија на три спрата                | Момо                        |                  |
| 2023                   | Кристалл индиго                          | Индиго кристал                        | Волк                        |                  |
| 2024                   | Воля сыновняя                            | Воља синовљева                        |                             |                  |

### Театр
| Русское название        | Оригинальное название | Роль            | Театр                           |
| ----------------------- | --------------------- | --------------- | ------------------------------- |
| Игра во тьме            | Игра у тами           | Луиджи          | «Бошко Буха» (Белград)          |
| Трактирщица Мирандолина | Крчмарица Мирандолина | Фабрицио        | «Бошко Буха» (Белград)          |
| Василиса Прекрасная     | Василиса Прекрасна    | Василий         | «Бошко Буха» (Белград)          |
| Одинокий запад          | Усамљени запад        | Отец Велш       | Белградский драматический театр |
| Бабочки свободны        | Лептири су слободни   | Джон            | «Звездара» (Белград)            |
| Царь Константин         | Цар Константин        | Царь Константин | Национальный театр Белграда     |
| Маленькие секреты       | Мале тајне            | Душан           | «Мадленијанум» (Земун)          |
| Пустой город            | Празан град           | Геро            | Белградский драматический театр |
| Обернуться в гневе      | Осврни се у гневу     | Джимми          | Белградский драматический театр |

## Награды
- Специальная награда кинофестиваля «Синема сити[серб.]» за роль Бритвы в фильме «Октябрь».
- Награда кинофестиваля Nais 2018 года за лучшую мужскую роль второго плана (роль Бачи в фильме «Южный ветер»)[18].